# Jansa-Quartett
Unter Jansa-Quartett werden hier mehrere von Leopold Jansa zwischen 1834 und 1849 in Wien geleitete Streichquartett-Formationen zusammengefasst. Es handelte sich um den mehrmaligen und schließlich auch gelungenen Versuch, an die vom Schuppanzigh-Quartett eröffnete und bis 1829 gepflegte Praxis öffentlicher Kammermusikkonzerte anzuschließen.

## Geschichte
Den Hintergrund der Quartettgründungen Jansas erläuterte Eduard Hanslick, der damals prominenteste Musikkritiker in Wien, so: „Die Kammermusik lebte in der Periode 1830–1848 kümmerliche Tage. Seit dem Tode Schuppanzighs entbehrte Wien durch mehrere Jahre jeder stabilen öffentlichen Quartettgesellschaft. Reisende Künstler aus der Fremde waren es, die zuerst wieder die Theilnahme an dieser einst so herrlich gepflegten Kunstform neu anfachten: die Gebrüder Müller aus Braunschweig.“ Dieses reisende Ensemble hatte im Winter 1833/34 acht letztlich sehr erfolgreiche Konzerte im Musikvereinssaal und Kärntnertor-Theater gegeben und erwarb sich so das Verdienst, „ein auf ernstem, hingebendem Studium und vollkommener Technik ruhendes Quartettspiel den Wienern wieder vorgeführt zu haben“.
Möglicherweise motiviert durch dieses Beispiel, führte Leopold Jansa mit Karl Holz (2. Violine) und Joseph Linke (Cello), die noch dem letzten Schuppanzigh-Quartett angehört hatten, sowie mit Leidhacker (Viola) im November 1834 einen Zyklus mit sechs Konzertabenden durch. Die Konzerte fanden jedoch wenig Anklang und wurden nicht fortgeführt. Auch ein zweiter Versuch Jansas 1836 (nun mit Karl Holz, Josef Khayll jun. und Ägidius Borzaga) blieb ohne Erfolg: „Unter dem Virtuosenenthusiasmus der folgenden Jahre scheint dem Wiener Publicum die ruhige und gesammelte Stimmung, welche für den schmucklosen Ernst der Kammermusik unentbehrlich ist, ganz abhanden gekommen zu sein“, vermutete Hanslick.
Erst im Dezember 1845 nahm Leopold Jansa dann einen neuen Anlauf, diesmal unterstützt von Matthias Durst, Carl Heissler und Carl Schlesinger. Über fünf Saisons gelang es dem Ensemble, an jeweils sechs Sonntagen um 17:00 Uhr im Musikvereinssaal erfolgreiche Abonnementkonzerte durchzuführen. 
Die Programme enthielten vorwiegend Werke von Haydn, Mozart und dem frühen Beethoven, daneben vor allem solche von Louis Spohr, George Onslow, Bernhard Molique und Alexander Fesca. Wie schon in der letzten Phase beim Schuppanzigh-Quartett, bot jeder Auftritt zwei Quartette und dazwischen ein Trio oder eine Klaviersonate mit Violine.
Im Herbst 1849 entstand durch die Gründung eines neuen Streichquartetts in Wien eine besondere Konkurrenzsituation: „Eine interessante Erscheinung in der bevorstehenden Concertsaison ist das Rivalisiren von zwei Quartett-Gesellschaften. Die Herren Durst, Heißler und Schlesinger nämlich, welche in den früheren Jahren mit Jansa spielten, haben sich jetzt unter dem trefflichen Jos. Hellmesberger vereinigt, während Jansa, die HH. Bezdek, Stredinger und Borzaga gewonnen hat. Da jede dieser beiden Gesellschaften sechs Quartett-Abende mit den gewöhnlichen 3 Nummern gibt, so stehen den Freunden der Kammermusik nicht weniger als 36 Quartette bevor.“
Nicht nachvollziehbar ist der Grund für den Wechsel der ehemaligen Partner Jansas zu Hellmesberger. In der neuen Besetzung fand das letzte Konzert des Jansa-Quartetts am 13. Januar 1850 statt. Denn 1849 hatte sich Leopold Jansa in London an einem Benefizkonzert für geflüchtete ungarische Revolutionäre beteiligt und deswegen seine Anstellungen in Wien an Hofkapelle und Konservatorium verloren, was ihn zur Emigration nach England veranlasste. Danach scheint er keine Streichquartett-Unternehmungen mehr betrieben zu haben.
Die Pianistin Friederike Müller konzertierte mit dem Jansa-Quartett.

## Bedeutung
Die schwierige Aufgabe, das Erbe des Schuppanzigh-Quartetts anzutreten, ist dem Jansa-Ensemble offenbar nicht vollständig gelungen. Unterschiede der Gründer-Persönlichkeiten, der Aufführungsqualität und vor allem des Repertoires waren die wesentlichen Gründe dafür.
„Jansas Quartettabende waren von jeher in dem größtenteils frivolen Musikleben Wiens ein sicherer Hort wahrer, würdiger Musik“, fand Hanslick grundsätzliches Lob für das Ensemble. Doch meinte er auch: „Jansa war nicht entfernt die Persönlichkeit, einen Umschwung dieser Stimmung und einen bleibenden Sieg des Quartettspiels zu bewirken. Er war ein anständig geschulter, correcter, mitunter auch eleganter Spieler ohne jeglichen Anflug von Größe oder Genialität. Dieser Charakter prägte sich denn auch dem gesamten Quartett auf.“
Vehementer noch war er in seiner Kritik, was das eingeschränkte und weniger anspruchsvolle Repertoire der Veranstaltungen anlangt: „Bei aller Verehrung für die ‚classische’ Schule muß standhaft darauf gedrungen werden, daß sie in periodischen Programmen so weit eingeschränkt werde, als eine würdige Repräsentation der ‚romantischen’ Schule es nothwendig macht. (…) Ebenso wie die Vernachlässigung der spätern Beethoven’schen Periode, kann auch in Jansas Programmen das consequente Ignorieren Franz Schuberts und Robert Schumanns nicht genug bedauert werden.“
Dennoch kommt dem Jansa-Quartett jedenfalls die besondere Leistung zu, die nach Schuppanzighs Tod in Wien unterbrochene Tradition regelmäßiger öffentlicher Streichquartett-Konzerte wieder aufgenommen zu haben.

## Mitglieder
- Violine: Leopold Jansa (1834/35, 1836/37, 1845–1850)
- Violine: Karl Holz (1834/35, 1836/37), Matthias Durst (1845–1849), Bedrich Bezdek (1849/50)
- Viola: ? Leidhacker (1834/35), Josef Khayll jun. (1836/37), Carl Heissler (1845–1849), ? Stredinger (1849/50)
- Violoncello: Joseph Linke (1834/35), Ägidius Borzaga (1836/37), Carl Schlesinger (1845–1849), Ägidius Borzaga (1849/50)